# Fools Gold (canción)
«Fools Gold» es una canción del grupo de rock alternativo inglés The Stone Roses. Fue lanzada como un sencillo de doble lado A junto con "What the World Is Waiting For" a fines de 1989.
El sencillo logró un gran éxito, y en poco tiempo se transformó en un hit de la banda. Llegaría a los Top Ten del UK Singles Chart donde alcanzó el octavo puesto, y manteniéndose en el Top 75 por catorce semanas.

## Publicación
En un principio se pensó en publicar solo "What the World Is Waiting For" como lado A, pero cuando Roddy Mckenna, el Artists and Repertoire de Silvertone Records, escuchó "Fools Gold" pensó que esta canción debería ocupar ese lugar. La banda no quedó muy convencida de usar este tema de corte claramente dance, pero finalmente decidieron por lanzar ambas canciones como lado A.
La línea de bajo de la canción fue "inspirada" por "Know How" de Young MC, que es un sample del tema principal de la película Las noches rojas de Harlem, la que fue compuesta por Isaac Hayes. 
A su vez, otros artistas también han extraído el sample de "Fools Gold" para sus canciones. Run-D.M.C. lo ocupó en 1990 en su éxito "What's It All About?". Ese mismo año, Aaliyah lo usó para "Only Your Love".
Un remix de la canción realizado por DJ Grooverider en 1999 alcanzó un gran éxito, incluso llegando al puesto N° 25 del UK Singles Chart.

## En otros medios
- "Fools Gold" aparece en los videojuegos FIFA Football 2004 y NBA 2K8. También aparece en Grand Theft Auto: San Andreas soundtrack, tocada por la estación Radio X.
- El "Grooverider's Mix" aparece en la banda sonora del videojuego de BMX Mat Hoffman's Pro BMX.
- La canción aparece en la película de Guy Ritchie Lock, Stock and Two Smoking Barrels cuando Big Chris (Vinnie Jones) dice "ha sido emocional".
- Un sample de esta canción aparece en la pantalla de carga del juego de tenis Top Spin 3.

## Lista de canciones

### Edición 1989
7" [Silvertone ORE 13]
1. «Fools Gold 4.15» (4:15)
2. «What the World Is Waiting For» (3:55)

12" [Silvertone ORE T 13]
1. «Fools Gold» 9.53 (9:53)
2. «What the World Is Waiting For» (3:55)

CD [Silvertone ORE CD 13]
1. «Fools Gold» 9.53 (9:53)
2. «What the World Is Waiting For» (3:55)
3. «Fools Gold» 4.15 (4:15)

### Reedición 1990
12" (gold vinyl) [Silvertone 1315-1-JD] (Estados Unidos)
1. «Fools Gold» 9.53 (9:53)
2. «What the World Is Waiting For» (3:55)
3. «Fools Gold» (4:15)

### Reedición 1992
CD [Silvertone ORE CD Z 13]
1. «Fools Gold» (The Top Won Mix!) (10:03)
2. «Fools Gold» (The Bottom Won Mix!) (7:00)

### Reedición 1995
12" [Silvertone ORE T 71]
1. «Fools Gold» 9.53 (9:53)
2. «Fools Gold» (The Tall Paul Remix) (7:21)
3. «Fools Gold» (Cricklewood Ballroom Mix) (4:16)

CD [Silvertone ORE CD 71]
1. «Fools Gold» 4.15 (4:15)
2. «Fools Gold» 9.53 (9:53)
3. «Fools Gold» (The Tall Paul Remix) (7:21)
4. «Fools Gold» (Cricklewood Ballroom Mix) (4:16)

CS [Silverton ORE C 71]
1. «Fools Gold» 4.15 (4:15)
2. «Fools Gold» (The Tall Paul Remix) (7:21)

### Reedición 1999
12" [Jive Electro 01241-42579-1] (Estados Unidos)
1. «Fools Gold» (Grooverider's Mix) (6:37)
2. «Fools Gold» (Rabbit In the Moon's Straight Beat Pyrite Dub) (7:35)
3. «Fools Gold» (Rabbit In the Moon's Message To The Majors - Extended) (9:42)

12" [Jive Electro 0523092] (Reino Unido)
1. «Fools Gold» (Grooverider's Mix) (6:36)
2. «She Bangs the Drums» (Kiss My Arse Mix) (4:02)
3. «Fools Gold» (Rabbit In the Moon's Message To The Majors) (8:24)

CD [Jive Electro 0523092] (Reino Unido)
1. «Fools Gold» (Grooverider's Mix - Edit) (4:30)
2. «Fools Gold» (Rabbit In the Moon's Message To the Majors) (8:24)
3. «She Bangs the Drums» (Kiss My Arse Mix) (4:02)

CD [Jive Electro 0523362] (Europa)
1. «Fools Gold» (Rabbit In the Moon's Message To the Majors - Edit) (4:43)
2. «Fools Gold» (Grooverider's Mix - Edit) (4:30)
3. «Fools Gold» (Rabbit In the Moon's Message To the Majors) (8:24)
4. «She Bangs the Drums» (Kiss My Arse Mix) (4:02)

- Datos: Q666248